# منحنى فيرما

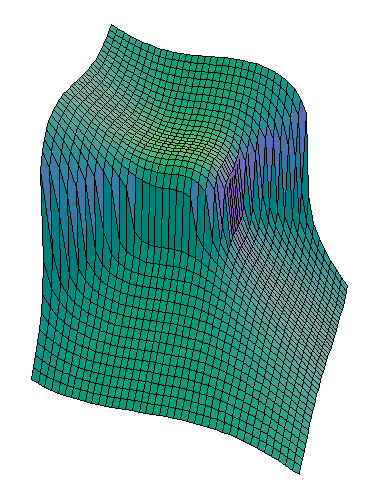

في الرياضيات، منحنى فيرما  عبارة عن منحنى جبري في المستوي الإسقاطي العقدي مُعَرَّف وفق إحداثيات متجانسة (X:Y:Z) بمعادلة فيرما:
{\displaystyle X^{n}+Y^{n}=Z^{n}.\ }
بالتالي تكون معادلته في فضاء ثنائي الأبعاد بالشكل:
{\displaystyle x^{n}+y^{n}=1.\ }
عندما يكون الحل لمعادلة فيرما عدداً صحيحاً يرافقه حلاً كسرياً غير صفرياً لمعادلة الفضاء ثنائي البعد، والعكس صحيح. لكن كما هو معروف في معادلة فيرما الأخيرة عندما تكون ( n ≥ 3) فإنه لا يوجد حلول صحيحة غير بسيطة لمعادلة فيرما، وبالتالي فمنحن فيرما لا يوجد لديه نقط كسرية غير بسيطة.
محنى فيرما هو منحنى غير متفرد حيث أن:
{\displaystyle (n-1)(n-2)/2.\ }
النوع 0 يكون في حالة n=2 (قطع مخروطي)، أما النوع 1 فقط عندما تكون n=3 (منحنى إهليلجي)